# Robert A. Little
Vous lisez un « bon article » labellisé en 2023.
Robert Alexander Little (19 juillet 1895 - 27 mai 1918) est un pilote de chasse australien de la Première Guerre mondiale. Il est généralement considéré comme l'as australien le plus victorieux du conflit, avec un total officiel de quarante-sept victoires aériennes à son actif.
Né à Hawthorn dans l'État de Victoria, il se rend en Angleterre en 1915, à 19 ans, après avoir été refusé par l'armée de l'air australienne. Robert Little apprend à voler à ses propres frais avant de pouvoir rejoindre le Royal Naval Air Service (RNAS). Affecté sur le front occidental en juin 1916, il pilote des Sopwith Pup, Triplan et Camel avec le No. 8 Squadron RNAS. Il remporte 38 victoires en un an, ce qui lui vaut d'être décoré deux fois de l'ordre du Service distingué, deux fois de la Distinguished Flying Cross ainsi que de la croix de guerre française.
Après une période de repos en Angleterre à partir d'août 1917, Robert Little se porte volontaire pour revenir sur le front en mars 1918, abandonnant au passage sa vie de famille. Il rejoint donc le No. 3 Squadron RNAS. Il remporte encore neuf victoires avant d'être abattu au cours d'un vol nocturne, le 27 mai 1918. Gravement blessé aux cuisses, Robert Little meurt de ses blessures aux alentours de Nœux-les-Mines, à l'âge de 22 ans.

## Jeunesse
Robert A. Little naît le 19 juillet 1895 à Hawthorn, dans la banlieue de Melbourne. Il est le fils de James Little, un libraire d'origine canadienne spécialisé dans les ouvrages médicaux et de sa femme Susan, née Solomon. Sa mère est d'ascendance écossaise, et Robert Little fait d'abord ses études à la Camberwell Grammar School (en) avant d'entrer au Scotch College de Melbourne (en),. Durant sa scolarité, Robert Little obtient plusieurs médailles en natation.
À la fin de ses études, le jeune homme rejoint l'entreprise de son père comme agent commercial. Lorsque la Première Guerre mondiale éclate, il n'a que 19 ans et vit chez ses parents, à Windsor (en), dans la banlieue de Melbourne.

## Carrière

### Débuts
Intéressé depuis longtemps par l'aviation, Little décide de postuler pour une formation de pilote à la Central Flying School de l'armée australienne à Point Cook, mais il fait partie des centaines de candidats recalés pour une offre de seulement quatre places.
Il décide alors de rejoindre l'Angleterre en juillet 1915, pour devenir pilote à ses propres frais et arrive à Londres le 7 septembre après un trajet à bord du Malwa (de). Il paie ses cours de pilotage au sein du Royal Aero Club jusqu'à l'obtention de son certificat (le no 1958) le 27 octobre 1915. Le 14 janvier 1916, Robert Little intègre le Royal Naval Air Service et est affecté au No. 3 Squadron RNAS avec le grade de sous-lieutenant à titre temporaire. Il est cependant fréquemment malade en vol, probablement à cause des vapeurs d'huile de ricin qui est utilisée comme lubrifiant moteur dans l'avion qu'il pilote,.
Entre janvier et juin 1916, Little est basé à Eastchurch, sur la côte du Kent, une région avec peu d'activité. Il passe en France en juin 1916 lorsque son escadron est rattaché à la No. 1 (Naval) Wing près de Dunkerque, où il pilote d'abord des Sopwith 1½ Strutter pour escorter des raids de bombardement, notamment contre la base de sous-marins allemands de Zeebruges, en Belgique. Ses problèmes avec l'huile de ricin des moteurs d'avion cessent lorsqu'il passe sur Strutter, ce qui permet à Little d'acquérir rapidement une bonne réputation au sein de son escadron.
Robert Little est de retour en Angleterre le 16 septembre pour épouser Vera Gertrude Field à l'église congrégationaliste de Douvres.

### No. 8 Squadron RNAS

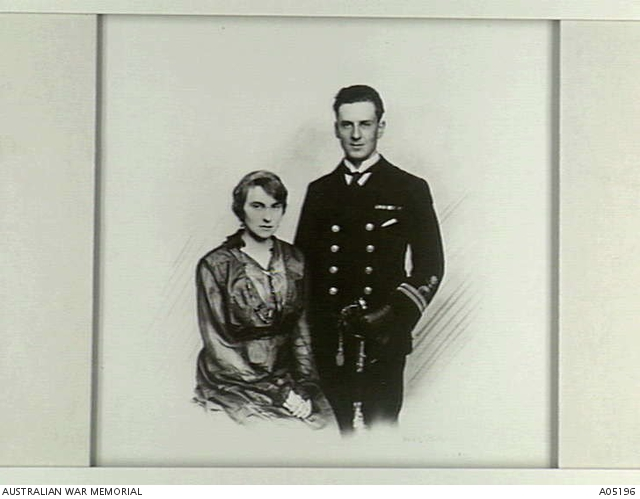
Robert Little et sa femme Vera.

Le mois suivant, il passe au No. 8 Squadron RNAS, équipé de Sopwith Pup. Cet escadron est une unité fraîchement créée pour remplacer les escadrons du Royal Flying Corps, monopolisés par la bataille de la Somme qui bat son plein. Robert Little remporte sa première victoire aérienne le 23 novembre 1916 en abattant un biplace allemand au nord-est de La Bassée. Il remporte deux autres victoires en décembre 1916 et une en janvier 1917. Pour ces quatre victoires et plusieurs autres actions, il est décoré de la Distinguished Service Cross en février,. Le 4 décembre 1916 particulièrement, Little s'illustre. Engagé avec son compatriote Stanley Goble dans un combat acharné contre des Halberstadt D.II, il ne rentre pas à la base et est supposé disparu. Il avait en fait atterri derrière les lignes alliées pour réparer sa mitrailleuse enrayée et redécoller aussitôt pour reprendre le combat.
L'escadron de Robert Little se convertit au Sopwith Triplan en février 1917. Cet appareil dérivé du Sopwith Pup sur lequel volait Little est très apprécié des pilotes lors de son déploiement et suscite la crainte chez les Allemands en raison de sa vitesse ascensionnelle exceptionnelle pour l'époque et de son plafond très élevé. Avec cet avion, Robert Little débloque son compteur de victoires. Il devient un as en abattant un Albatros D.III au sud-est de Lens le 7 avril et remporte huit autres victoires avant la fin du mois.
Le 24 avril 1917, Little engage un DFW C.V, qu'il force à atterrir pour sa huitième victoire. Il suit ensuite l'avion allemand pour faire personnellement prisonnier son équipage. L'as australien rate cependant son propre atterrissage en renversant son avion dans un fossé, alors que l'appareil allemand est posé indemne. Cette situation pousse l'Allemand à faire remarquer que c'est Little qui semble avoir perdu le duel aérien, et non l'inverse.
Aux commandes de son Sopwith Triplan personnel (le no 5493 qu'il surnomme Blymp, comme son jeune fils), Robert Little devient le pilote le plus victorieux de son escadron. Au 10 juillet 1917, il totalise 28 victoires, et a la particularité d'en avoir remporté deux sur une même journée à quatre occasions (le 30 avril, le 9 mai, le 18 mai et le 3 juillet). Le No. 8 Squadron RNAS est rééquipé entre le 10 et le 12 juillet avec des Sopwith Camel. Aux commandes de ce nouvel appareil, Robert Little remporte 10 victoires supplémentaires avant la fin du mois.
| Dessin numérique d'un avion triplan sur lequel on peut lire "Blymp" au niveau du cockpit · Photo noir et blanc d'un avion vu de profil. Sur le fuselage, on peut lire "Blymp" écrit en blanc. |

Début août 1917, il retourne en Angleterre pour une période de repos. À ce moment, Little a déjà reçu une barrette et une citation pour sa Distinguished Flying Cross le 29 juin et a été décoré le 11 juillet de la croix de guerre française, une décoration à laquelle seuls deux autres pilotes de l'Empire britannique avaient eu droit à ce moment (dont l'autre as australien du RNAS, Roderic Dallas). À son retour en Angleterre, Little reçoit en plus l'ordre du Service distingué, qui sera accompagné d'une barrette en septembre. Cette série de décorations se terminera par une citation militaire en décembre et une promotion au grade de Flight lieutenant le mois suivant,.
Ces décorations lui sont accordées en raison de son efficacité au combat, mais Robert Little n'est pas un pilote hors-pair pour autant. Il subit ainsi régulièrement des accidents à l’atterrissage. Son tableau de chasse fourni s'explique avant tout par une bonne vue, une habileté au tir et une très grande agressivité. Son habitude de se jeter seul sur de grandes formations ennemies lui confère l'avantage de la surprise, de même que son habitude de se rapprocher au maximum avant d'ouvrir le feu — il se rapproche tellement qu'il va jusqu'à toucher à deux reprises des avions allemands en vol —. Son ailier Reginald Soar dit de lui que « bien qu'il ne soit pas un pilote brillant, il était l'un des plus agressifs et un tireur exceptionnel au revolver et au fusil ». Robert J. O. Compston (en), un ami de Little membre de son escadron, le décrit comme « un brillant solitaire. De petite taille, avec un visage sinistre, il semblait l'incarnation de la mort ». Les autres pilotes le surnomment Rikki, du nom de la mangouste Rikki-Tikki-Tavi, qui affronte des cobras dans la nouvelle de Rudyard Kipling. Cependant, ce pilote agressif et intimidant recèle d'autres facettes, mises en évidence par ses proches. Soar indique qu'il collectionnait les fleurs sauvages, tandis que sa femme Vera dit que son apparence sur les photos ne rendait pas hommage à son sens de l'humour. Raymond Collishaw résumera la personnalité de Little en disant qu'il était « agressif et audacieux en vol, doux et gentil au sol ».

### No. 203 Squadron RAF

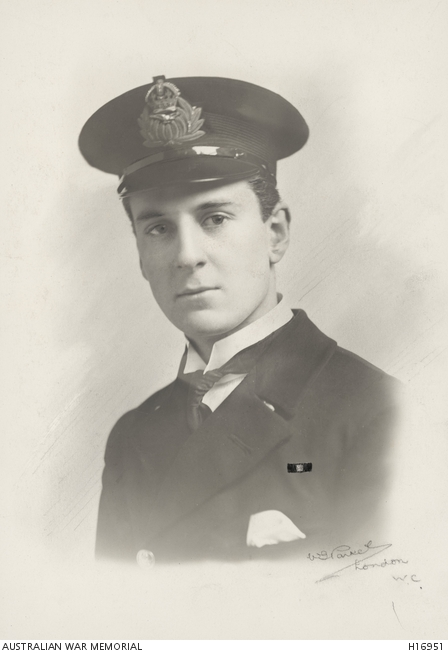
Robert A. Little en uniforme du RNAS.

Après une période de repos en Angleterre d'août 1917 à mars 1918, Little refuse un poste administratif et se porte volontaire pour retourner au front. Il rejoint donc le No. 3 Squadron RNAS en mars 1918. Cette unité est rapidement renommée en No. 203 Squadron RAF le 1er avril lors de la fusion du RNAS avec le Royal Flying Corps pour former la Royal Air Force,.
Little est promu au grade de capitaine et retrouve le Sopwith Camel, l'appareil avec lequel il avait terminé sa première période au front. En un peu plus d'un mois et demi, Robert Little remporte neuf victoires, à commencer par un Fokker Dr.I abattu le 1er avril dans les environs d'Oppy. Le 21 avril, il est abattu à son tour (probablement par l'as allemand Friedrich Ehmann) mais s'en sort indemne.
La dernière série de victoires de Robert Little se termine le 22 mai par une double victoire contre un Albatros et un DFW.

### Mort
Le 27 mai 1918, Robert Little décolle de nuit depuis Izel-lès-Hameau pour intercepter des bombardiers allemands Gotha. Alors qu'il se rapproche de l'un des bombardiers aux alentours de Nœux-les-Mines, son avion est pris dans le faisceau d'un projecteur et il est touché par une balle qui lui traverse les deux cuisses. Robert Little réussit à atterrir vivant dans un champ près de Nœux-les-Mines, mais se vide de son sang dans la nuit et meurt de ses blessures. Son corps et la carcasse de son appareil sont découverts par un gendarme le lendemain matin.
Charles Dawson Booker, un ami de Little, identifie le corps de celui-ci. Il apparaît que son crâne et l'une de ses chevilles ont été fracturés lors de l'atterrissage. Raymond Collishaw enquête sans succès, afin de déterminer si la balle qui a tué Little venait du sol ou de l'un des Gotha qu'il traquait.
Âgé de 22 ans lors de sa mort, Robert Little laisse derrière lui sa femme et son jeune fils. Conformément à son souhait, Vera Little rejoint l'Australie pour que leur fils y soit éduqué.

## Postérité

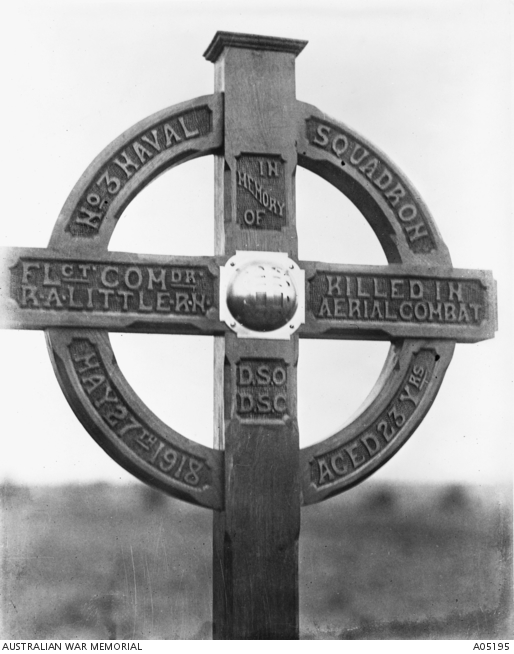
Croix celtique en bois marquant la tombe initiale de Robert A. Little.

Robert Little est inhumé dans un premier temps au cimetière du village de Nœux-les-Mines, avant que sa dépouille ne soit transférée au cimetière britannique de Wavans (nl) dans le Pas de Calais.
Avec ses 47 victoires homologuées, il est officiellement le 8e as le plus victorieux du Commonwealth et le plus victorieux du RNAS. S'il est toujours officiellement considéré comme le pilote australien le plus victorieux de la guerre, il existe une controverse historique sur le nombre réel de victoires de son compatriote Stan Dallas, qui est parfois crédité d'une cinquantaine de victoires (mais seules 39 d'entre-elles lui ont été accordées lors de la guerre).
Les amis pilotes de Little offrent à sa femme l'hélice de son Sopwith Triplan (Blymp), sur laquelle ils avaient monté de son vivant une horloge à l'emplacement du moyeu. Ramené en Australie en trois morceaux par Vera Gertrude Field, le souvenir est exposé au Mémorial australien de la guerre, avec les médailles de Little,.
L'un des bâtiments de l'Australian Defence Force Academy (ADFA) à Canberra, ouvert en 1986, est nommé en l'honneur de Little.

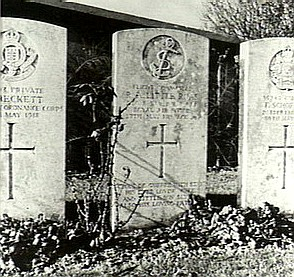
Tombe de Robert A. Little au cimetière britannique de Wavans.

Le Sopwith Pup sur lequel il a remporté ses trois premières victoires aériennes, le no 5182, survit à la guerre et passe près de quatre décennies en France, pour un usage indéterminé. Il est finalement retrouvé vers 1959, en mauvais état, dans un hangar du Musée de l'Air. Il est reconstruit pendant une quinzaine d'années à partir des pièces d'origine et de répliques par Desmond Saint-Cyrien, un ancien militaire à la retraite. Une fois sa restauration terminée, l'appareil est composé d'environ 60% de pièces d'origines (ou au moins contemporaines). Le Sopwith Pup vole en 1974, puis surtout lors du 60e anniversaire de la fondation du No. 8 Squadron RNAS en 1976, avec le pilote acrobatique Neil Williams (en) aux commandes. L'avion est actuellement exposé au Royal Air Force Museum Cosford après l'avoir été pendant plusieurs années à Hendon,. Il s'agit d'un des trois seuls Sopwith Pup composés majoritairement de matériaux contemporains existants encore au XXIe siècle.

## Tableau des victoires
Le tableau des victoires de Robert Little est tiré intégralement de la référence suivante : (en) Christopher Shores, Norman Franks et Russell Guest, Above the Trenches: A Complete Record of the Fighter Aces and Units of the British Empire Air Forces, 1915–1920, London, Grub Street, 1990 (ISBN 0-948817-19-4), p. 241-242.
| no | Date             | Résultat             | Avion adverse    | Avion piloté          | Localisation                                                               | Remarques |
| -- | ---------------- | -------------------- | ---------------- | --------------------- | -------------------------------------------------------------------------- | --- |
| 1  | 23 novembre 1916 | Détruit              |                  | Sopwith Pup N5182     | Nord-est de La Bassée                                                      | |
| 2  | 4 décembre 1916  | Mis hors de contrôle | Halberstadt D.II | Sopwith Pup N5182     | Nord-est de Bapaume                                                        | |
| 3  | 20 décembre 1916 | Mis hors de contrôle |                  | Sopwith Pup N5182     | Fontaine. Plusieurs communes du Nord portent ce toponyme ou ses variantes. | |
| 4  | 7 janvier 1917   | Mis hors de contrôle | Albatros D.II    | Sopwith Pup N5194     | Grévillers                                                                 | |
| 5  | 7 avril 1917     | Mis hors de contrôle | Albatros D.III   | Sopwith Triplan N5469 | Sud-est de Lens                                                            | |
| 6  | 9 avril 1917     | Détruit              | Halberstadt D.II | Sopwith Triplan N5469 | Noyelles-sous-Lens                                                         | |
| 7  | 21 avril 1917    | Détruit              | Albatros D.III   | Sopwith Triplan N5469 | Nord-est d'Oppy.                                                           | |
| 8  | 24 avril 1917    | Abattu et capturé    | Aviatik C        | Sopwith Triplan N5469 | Auchel                                                                     | Victoire partagée avec le lieutenant Napier, du No. 40 Squadron. Les deux lieutenants allemands composant l'équipage sont capturés. |
| 9  | 28 avril 1917    | Détruit              | Aviatik C        | Sopwith Triplan N5493 | Oppy                                                                       | |
| 10 | 29 avril 1917    | Détruit              | Albatros D.III   | Sopwith Triplan N5493 | Douai                                                                      | Victoire partagée avec Richard Minifie (en).                                                                                        |
| 11 | 30 avril 1917    | Mis hors de contrôle | Albatros D.III   | Sopwith Triplan N5493 | Est d'Arras                                                                | |
| 12 | 30 avril 1917    | Mis hors de contrôle | Albatros D.III   | Sopwith Triplan N5493 | Est d'Arras                                                                | |
| 13 | 2 mai 1917       | Mis hors de contrôle | Albatros D.III   | Sopwith Triplan N5493 | Vitry                                                                      | |
| 14 | 9 mai 1917       | Mis hors de contrôle | LVG              | Sopwith Triplan N5493 | Sud-est de Lens                                                            | |
| 15 | 9 mai 1917       | Mis hors de contrôle | Albatros D.III   | Sopwith Triplan N5493 | Sud-est de Lens                                                            | |
| 16 | 10 mai 1917      | Mis hors de contrôle | Albatros D.III   | Sopwith Triplan N5493 | Lens                                                                       | |
| 17 | 18 mai 1917      | Détruit              | DFW C            | Sopwith Triplan N5493 | Nord-est de Lens                                                           | |
| 18 | 18 mai 1917      | Détruit              | Albatros D.III   | Sopwith Triplan N5493 | Nord-est de Lens                                                           | |
| 19 | 23 mai 1917      | Mis hors de contrôle | Albatros D.III   | Sopwith Triplan N5493 | Ouest de Douai                                                             | Victoire partagée avec Charles Dawson Booker.                                                                                       |
| 20 | 25 mai 1917      | Mis hors de contrôle | Albatros D.III   | Sopwith Triplan N5493 | Quiéry-la-Motte                                                            | |
| 21 | 16 juin 1917     | Détruit              |                  | Sopwith Triplan N5493 | Wingles                                                                    | |
| 22 | 21 juin 1917     | Détruit              | Albatros D.V     | Sopwith Triplan N5493 | Est d'Hénin-Liétard                                                        | |
| 23 | 26 juin 1917     | Détruit              | Albatros D.V     | Sopwith Triplan N5493 | Est d'Acheville                                                            | |
| 24 | 29 juin 1917     | Mis hors de contrôle | Albatros D.V     | Sopwith Triplan N5493 | Est de Lens                                                                | |
| 25 | 3 juillet 1917   | Mis hors de contrôle | Albatros D.V     | Sopwith Triplan N5493 | Lens                                                                       | |
| 26 | 3 juillet 1917   | Mis hors de contrôle | Albatros D.V     | Sopwith Triplan N5493 | Lens-La Bassée                                                             | |
| 27 | 6 juillet 1917   | Détruit              |                  | Sopwith Triplan N5493 | Nord d'Izel                                                                | |
| 28 | 10 juillet 1917  | Mis hors de contrôle | Albatros D.V     | Sopwith Triplan N5493 | Fampoux                                                                    | |
| 29 | 12 juillet 1917  | Mis hors de contrôle | Albatros D.V     | Sopwith Camel         | Alentours de Quéant                                                        | |
| 30 | 13 juillet 1917  | Mis hors de contrôle |                  | Sopwith Camel         | Lens                                                                       | |
| 31 | 13 juillet 1917  | Abattu et capturé    | Albatros D.V     | Sopwith Camel         | Croisilles                                                                 | |
| 32 | 15 juillet 1917  | Mis hors de contrôle | Albatros D.V     | Sopwith Camel         | Lens                                                                       | |
| 33 | 16 juillet 1917  | Mis hors de contrôle |                  | Sopwith Camel         | Gavrelle                                                                   | |
| 34 | 20 juillet 1917  | Détruit              | DFW C.V          | Sopwith Camel         | Lens                                                                       | |
| 35 | 21 juillet 1917  | Mis hors de contrôle | Albatros D.V     | Sopwith Camel         | Est d'Oppy                                                                 | |
| 36 | 22 juillet 1917  | Mis hors de contrôle |                  | Sopwith Camel         | Rouvroy                                                                    | |
| 37 | 22 juillet 1917  | Mis hors de contrôle | Albatros D.V     | Sopwith Camel         | Lens                                                                       | |
| 38 | 27 juillet 1917  | Détruit              |                  | Sopwith Camel         | Loos                                                                       | |
| 39 | 1er avril 1918   | Détruit              | Fokker Dr.I      | Sopwith Camel         | Est d'Oppy                                                                 | |
| 40 | 6 avril 1918     | Détruit              | DFW C.V          | Sopwith Camel         | Nord-est de Lens                                                           | |
| 41 | 7 avril 1918     | Détruit              | Fokker Dr.I      | Sopwith Camel         | Sud-est de Violaines                                                       | |
| 42 | 9 avril 1918     | Détruit              |                  | Sopwith Camel         | Givenchy-lès-la-Bassée                                                     | |
| 43 | 11 avril 1918    | Détruit              | Albatros D.V     | Sopwith Camel         | Lieu-dit Bac Saint-Maur, à Sailly-sur-la-Lys                               | |
| 44 | 21 avril 1918    | Mis hors de contrôle | Pfalz D.III      | Sopwith Camel         | Ouest de Bailleul                                                          | |
| 45 | 18 mai 1918      | Mis hors de contrôle | Pfalz D.III      | Sopwith Camel         | Neuf-Berquin                                                               | Victoire partagée avec Edwin Hayne (en).                                                                                            |
| 46 | 22 mai 1918      | Détruit              |                  | Sopwith Camel         | Saint-Léger                                                                | |
| 47 | 22 mai 1918      | Détruit              |                  | Sopwith Camel         | Morchies                                                                   | |